# André Butzer
André Butzer (* 7. Juni 1973 in Stuttgart) ist ein deutscher bildender Künstler.

## Leben und Werk
Butzer studierte für kurze Zeit an der Merz Akademie in Stuttgart sowie der Hochschule für bildende Künste Hamburg und war von 1996 bis 2000 Mitglied der Gruppe „Akademie Isotrop“ in Hamburg.
Bekannt wurde Butzer durch seine von ihm selbst als „Science-Fiction-Expressionismus“ bezeichnete Malerei. Seine Gemälde sind in verschiedene Gattungen eingeteilt, so schafft er „Friedens-Siemense“, „Schande-Menschen“, die „Frau“, komplett monochrome oder extreme, abstrakte Bilder, die farbigen Visionen untergegangener technischer Utopien gleichen. Nach Guillermo Solana erscheinen Butzers Charaktere „wie Disney-Figuren, die von Munch gemalt wurden“.
Als seine Vorbilder nennt Butzer Walt Disney, Edvard Munch, Henri Matisse, Friedrich Hölderlin und Henry Ford. In der Öffentlichkeit trat er auch unter den Namen N-Hölderlin, Henry Butzer und Calvin Cohn auf. Butzers utopischer, künstlerischer Entwurf lokalisiert sich in dem fiktionalen Ort „Nasaheim“ („N“), eine Art Wallfahrtsort im Weltraum, wo „die Bewohner die stillgelegten Vernichtungsmaschinen betrachten und alle, die dort ankommen, unschuldig gemacht werden“.
Jedoch scheinen seine Bilder keinesfalls Umsetzungen narrativer Strukturen zu sein, sie bringen eher Inhalte hervor, d. h., sie bringen etwas zur Sprache, was vorher nicht gesagt werden konnte. Der Künstler produziert oft in Serie und instrumentalisiert das Mittel der Wiederholung als „amoralische Methode der Repräsentation“. Die Bilder sind teilweise der Gattung des Historienbildes zuzuordnen, auch durch die Darstellung von Geschichte als Drama von individuellen Figuren.
Butzers Malerei zeige, so Hannah Eckstein, eine Welt, die „erneut aus den Fugen geraten ist. Seine Bilder und Aquarelle berühren und verstören uns, mahnen zu Vorsicht und Wachsamkeit. Allzu leicht, wie die Geschichte zeigt, tendiert der Mensch dazu, seine Verfehlungen zu wiederholen, und erscheint wie in einem kafkaesken Alptraum mit monströs verwandeltem Angesicht.“ Er verwendet meist einen sehr pastosen Farbauftrag, malt in mehreren Schichten oder erzielt leichtere, cartoonhafte Ergebnisse durch Einsatz der Primamalerei.
„André Butzers faszinierende Verbindung des frühen europäischen Expressionismus und der amerikanischen Readymade-Popkultur, die konzeptuelle Wiederholung und scheinbare Serialität seiner Figuren sowie sein Beharren auf der bloßen menschlichen Würde zeugen von seiner mutigen und beständigen Auseinandersetzung mit gesellschaftlichen Widersprüchen und sozialer Nonkonformität.“
Butzer lebt in Berlin-Wannsee.

## Einzelausstellungen
- 2025: Skarstedt, New York. Frau am Tisch mit Früchten, Galerie Max Hetzler, Paris
- 2024: Glaube, Liebe und Hoffnung, Museo Novecento, Florenz. »... und der Tod ist auch ein Leben.«, Museo Stefano Bardini, Florenz. GfG Gesellschaft für Gegenwartskunst, Augsburg. Farbtheorie, Pfarrkirche St Nikolaus, Innsbruck. nw9 – Kunstraum der Stiftung Kunstwissenschaft, Köln
- 2023: Maikäfer flieg!, Kunstverein Friedrichshafen. Museo Nacional Thyssen-Bornemisza, Madrid. Kirschmichel, Galerie Max Hetzler, Berlin. Nino Mier Gallery, New York. Miettinen Collection / Salon Dahlmann, Berlin. Oberpfälzer Künstlerhaus, Schwandorf
- 2022: Friedrichs Foundation, Weidingen
- 2021: 12 years collecting André, Nino Mier Gallery, Los Angeles. Galería Heinrich Ehrhardt, Madrid. André Butzer / Ulrich Wulff, Galerie Bernd Kugler, Innsbruck. Galerie Max Hetzler, Berlin
- 2020: Light, Colour and Hope, YUZ Museum, Shanghai. Museum of the Light, Hokuto. Galerie Max Hetzler, Paris. Carbon 12, Dubai
- 2019: Galerie Bernd Kugler, Innsbruck. Galerie Christine Mayer, München
- 2018: IKOB Museum of Contemporary Art, Eupen. Nino Mier Gallery, Köln. 1 Eis, bitte! (1999), Galerie Max Hetzler, London. Auf Wiedersehen in Kopenhagen. A Solo Show on Planet Earth, Sunday-S, Kopenhagen. Selected Works from Private Collections, Galerie Max Hetzler, Berlin
- 2017: Växjö Konsthall, Växjö. Carbon 12 Gallery, Dubai. Galerie Xippas, Geneva. Nino Mier Gallery, Los Angeles. Galerie Bernd Kugler, Innsbruck. Galeria Mário Sequeira, Braga. Metro Pictures, New York
- 2016: ... und sah den Frieden des Himmels, Bayerisches Armeemuseum, Ingolstadt. Neue Galerie, Gladbeck. Hiromi Yoshii, Tokyo. Galerie Christine Mayer, München
- 2015: Kunstverein Reutlingen. Galerie Max Hetzler, Berlin
- 2014: Galerie Christine Mayer, München. Hiromi Yoshii, Tokyo. Carbon 12, Dubai
- 2013: Metro Pictures, New York. Gió Marconi, Mailand. Galerie Max Hetzler, Berlin
- 2012: Rhona Hoffman Gallery, Chicago. Mário Sequeira, Braga.
- 2011: Kunsthistorisches Museum und CAC Contemporary Art Club im Theseustempel, Wien. André Butzer – Der wahrscheinlich beste abstrakte Maler der Welt, Kestnergesellschaft, Hannover
- 2010: Nicht fürchten! Don't be scared!, Metro Pictures, New York. Galerie Bernd Kugler, Innsbruck
- 2009: Viele Tote im Heimatland: Fanta, Sprite, H-Milch, Micky und Donald! Paintings 1999–2009, Kunsthalle Nürnberg. Galerie Max Hetzler, Berlin
- 2008: Butzer / Dahlem, Galerie Heinrich Ehrhardt, Madrid. Metro Pictures, New York
- 2007: Ortsmuseum Wolfshalden. Alison Jacques Gallery, London. Gary Tatintsian Gallery, Moskau. Friedens-Siemense (Teil 2) , Galerie Guido W. Baudach, Berlin
- 2006: Amerikanische Technik im Jahre 2017, Patrick Painter, Santa Monica. N-Leben, Gió Marconi, Mailand. Galerie Bernd Kugler, Innsbruck. Galerie Max Hetzler, Berlin
- 2005: Kunstverein Ulm
- 2004: Das Ende vom Friedens-Siemens Menschentraum, Kunstverein Heilbronn
- 2003: Chips und Pepsi und Medizin, Galerie Max Hetzler, Berlin. Todall! , Galerie Hammelehle und Ahrens, Köln
- 2002: Nasaheim Blumen , Galerie Christine Mayer, München. Friedens-Siemense (Teil 1) , Galerie Gabriele Senn, Wien. Wanderung nach Annaheim, Galerie Guido W. Baudach, Berlin
- 2001: Galerie Hammelehle und Ahrens, Stuttgart
- 2000: Der Realismus bereut nichts, Contemporary Fine Arts, Berlin
- 1999: Ich bin Munch, Galerie Esther Freund, Wien

## Gruppenausstellung
- 2025: All our Todays, MARe Museum, Bucharest. Sonne, Mond und Sterne — mit der Tradition nicht brechen, Städtische Galerie, Ostfildern. Maybe it was Magic: New works from the Miettinen Collection, Miettinen Collection, Berlin. Gras der Kindheit (Walter Zimmermann), Achim Freyer Kunsthaus, Berlin
- 2024: How to Collect Art: Karel Tutsch Story, Galerie moderního umění, Hradci Králové. Beginner’s Mind: Zum 75. Geburtstag von Walter Zimmermann, Galerie Max Hetzler, Berlin. Landschaftsmalerei, Galerie Bernd Kugler, Innsbruck. »daß die Göttin nicht himmelwärts, sondern herab nach ihren Freunden blickt«, Secci Gallery, Florenz
- 2023: Magic + Cool: Malerei der Jahrtausendwende, Museum Penzberg / Sammlung Campendonk, Penzberg. Now – Arte Contemporânea Mundial, Museu Inimá de Paula, Belo Horizonte. Extraordinary Form: Abstract and Non-Figurative Art from Miettinen Collection 1970 to the Present, Miettinen Collection, Berlin. Meisterwerke der Druckgrafik, Feuerbachhaus, Speyer. The Day I say You: Retatos de la Colección Fundación AMMA, Museo de Arte Contemporáneo Querétaro, Mexiko-Stadt. The Teardrop explodes, Kunsthaus Villa Jauss, Oberstdorf. das gelbe Licht 6 Uhr nachmittags, Galerie Max Hetzler, Berlin.
- 2022: Die Nacktheit der Zeichnung, Gesellschaft für Gegenwartskunst, Augsburg. wir sagen uns Dunkles dark things we tell each other, Miettinen Collection / Salon Dahlmann, Berlin. #holzschnitt: 1400 bis heute, Kupferstichkabinett, Berlin. Follow George Grosz – Gemälde, Zeichnungen, Druckgrafik und Filme, Kunstsammlung Jena. Mix & Match. Die Sammlung neu entdecken, Pinakothek der Moderne, München. Through our eyes: Resonance and Illusion in Contemporary Portraits, Center of International Contemporary Art, Vancouver. Unendliche Geschichten. Aus der Sammlung Oehmen, Museum Ratingen. The Innerworld of the Outerworld of the Innerworld, Soy Capitán, Berlin
- 2021: Expedition, Brattleboro Museum, Brattleboro / VT. Art-Book: Pictoriality in Print, Musashino Art University Museum, Tokyo. Nassima Landau Foundation, Tel Aviv. Kunstmuseum Stuttgart.
- 2020: Museum as a New Public Space: Distorted Portrait, Space K Gallery, Seoul. Under certain Circumstances, IKOB Museum of Contemporary Art, Eupen. Hölderlinturm, Tübingen.
- 2019: Inaugural Exhibition, Rubell Museum, Miami / FL. Contemporary German Art from the Adam Collection, Dům umění – House of Art, Ostrava. Hymne an die Jugend, Märkisches Museum, Witten
- 2018: Gastspiel – Die Sammlungen Grässlin und Wiesenauer im Dialog, Sammlung Grässlin – Räume für Kunst, St. Georgen
- 2017: Abstract Painting Now!, Kunsthalle Krems, Krems. Peter Saul, Sammlung Falckenberg, Hamburg. Hope and Hazard: A Comedy of Eros, Hall Art Foundation, Vermont.
- 2016: Sammlung Viehof – Internationale Kunst der Gegenwart, Deichtorhallen, Hamburg. Wir suchen das Weite. Reisebilder, Kupferstichkabinett, Berlin
- 2015: Avatar und Atavismus, Kunsthalle Düsseldorf
- 2014: Ordinary Freaks. Coolness in Pop Culture, Halle für Kunst und Medien, Graz. Wo ist hier? #1: Malerei und Gegenwart, Kunstverein Reutlingen. Fürchtet Euch nicht! Bestimmung des Feldes zu einer gegebenen Zeit: Malerei nach 2000, Neue Galerie Gladbeck
- 2013: Painting forever!, KW Kunstwerke, Berlin. Bienal Internacional de Curitiba, Curitiba. Wenn Wünsche wahr werden, Kunsthalle Emden. Moca's Permanent Collection. A Selection of Recent Acquisitions, Museum of Contemporary Art, Los Angeles
- 2012: Eine Frau, ein Baum, eine Kuh, Museum für Konkrete Kunst, Ingolstadt / Kunstraum München. Circus Wols, Weserburg Museum, Bremen
- 2011: Gesamtkunstwerk: New Art from Germany, Saatchi Gallery, London. Abstract Confusion, Kunstverein Ulm / Neue Galerie Gladbeck / Kunsthalle Erfurt
- 2010: Se Não Neste Tempo – Pintura Alemã Contemporânea: 1989–2010, Museu de Arte de São Paulo, São Paulo. Permanent Trouble – Aktuelle Kunst aus der Sammlung Kopp, KOG Kunstforum Ostdeutsche Galerie, Regensburg
- 2009: Extended. Sammlung Landesbank Baden-Württemberg, Museum für Neue Kunst, Karlsruhe
- 2008: Bad Painting – good art, MUMOK, Wien. Vertrautes Terrain – Aktuelle Kunst in & über Deutschland ZKM, Karlsruhe. Karotten und Schweinehals – Deutsche Kunst seit 1995, Oldenburger Kunstverein, Oldenburg. Brillantfeuerwerk, Haus der Kunst, München.  Back to Black,  Kestnergesellschaft Hannover.  Kommando Tilman Riemenschneider. Europa 2008, Hospitalhof Stuttgart
- 2007: Euro-Centric, Part I: New European Art from the Rubell Family Collection, Rubell Family Collection, Miami. Imagination Becomes Reality. Eine Ausstellung zum erweiterten Malereibegriff. Werke aus der Sammlung Goetz, ZKM Karlsruhe, Karlsruhe; Kommando Friedrich Hölderlin Berlin, Galerie Max Hetzler, Berlin
- 2006: Imagination Becomes Reality: Ein mehrteiliger Ausstellungszyklus zum Bildverständnis aktueller Kunst. Part IV: Borrowed Images, Sammlung Goetz, München
- 2005: Les Grands Spectacles: 120 Jahre Kunst und Massenkultur, Museum der Moderne, Salzburg. Styles und Stile: Contemporary German Painting from the Scharpff Collection, Sofia Art Gallery, Sofia. Munch Revisited, Museum am Ostwall, Dortmund. La Peinture Allemande, Carré d’Art Musée d’Art Contemporain de Nîmes, Nîmes
- 2003: deutschemalereizweitausenddrei, Frankfurter Kunstverein, Frankfurt am Main. Vom Horror der Kunst, Steirischer Herbst 2003, Grazer Kunstverein, Graz. Heißkalt: Aktuelle Malerei aus der Sammlung Scharpff, Staatsgalerie Stuttgart / Kunsthalle Hamburg
- 2002: Offene Haare, offene Pferde: Amerikanische Kunst 1933-45, Kölnischer Kunstverein, Köln. Schwarzwaldhochstrasse: Der deutsche Südwesten und die Folgen für die Kunst, Kunsthalle Baden-Baden
- 2001: Viva November, Städtische Galerie, Wolfsburg. 1. Tirana Biennale: Escape, Tirana
- 2000: Akademie Isotrop, Kunstakademie Bergen
- 1999: Akademie Isotrop: Revolution, Evolution, Exekution, Gesellschaft für aktuelle Kunst, Bremen. Akademie Isotrop: Contents and Documents, Cubitt, London
- 1998: Junge Szene, Secession, Wien
- 1997: Akademie Isotrop, Künstlerhaus Stuttgart

## Öffentliche Sammlungen
- Art Institute of Chicago
- Carrée d’Art, Nîmes: Ohne Titel, 2009, Öl auf Leinwand, 180 × 130 cm
- Denver Art Museum, Denver
- Galerie moderního umění, Hradci Králové: Ohne Titel (KOMMANDO FRIEDRICH SCHILLER), 2004, Linolschnitt auf Papier, Künstlerabzug, 216 × 160 cm, 1/5 – 5/5, hier 3/5 (Linn 11).
- Hall Art Foundation, Reading / Derneburg: Portrait Carl Zuckmayer, 2004, Öl auf Leinwand, 300 × 200 cm. Bruno Bettelheim (Kinderpsychologe), 2005, Öl auf Leinwand, 280 × 220 cm
- Nationalgalerie – Hamburger Bahnhof Museum für Gegenwart, Berlin: Ohne Titel, Öl auf Leinwand, 280 × 420 cm
- Kupferstichkabinett, Staatliche Museen zu Berlin: Landmappe, 2009, 14 Radierungen auf Bütten, unterschiedliche Formate, Auflage: 1/10–10/10 + 2 a.p. + 2 p.p., hier: a.p. (Linn 21). Ohne Titel 1–2, 2010, Linolschnitte auf Römerturm 250 g, je 195 × 150 cm, Auflage: 1/5–5/5 + 1 a.p. + 1 p.p., hier: a.p. (Linn 24). Ohne Titel 1–3, 2011, Radierung auf Bütten (3-teilig), je 34,7 × 25 cm, Auflage: 1/30–30/30, hier: 30/30 (Linn 28). Ohne Titel I–VIII, 2012, Holzschnitt auf Incisioni Cartiera Magnani 310 g, 100 × 70 cm, Auflage: 1/5–5/5 + 2 a.p. + 2 p.p., hier: a.p. (Linn 29)
- LACMA Los Angeles County Museum of Art, Los Angeles: Untitled, 2007, Öl auf Leinwand, 180 × 230, Schenkung David Hoberman (M.2014.267.1). Ohne Titel (Munch), 2007, Aquarell auf Papier, 295,9 × 204,1 cm, Schenkung Dean Valentine und Amy Adelson (M.2010.188.1)
- Marciano Art Collection, Los Angeles
- Museum of Contemporary Art, Los Angeles (MOCA): Untitled (Viele Tote durch Hermann Giesler!), 2007, Öl auf Leinwand, Format 290 × 250 cm, Schenkung Stefan Simchowitz (Invent. Nr. 2012.61)
- Museum of Old and New Art, Tasmania: I hann mei Flasch Fanda scho lang leergsoffa (Bleibet Gsond!), Öl auf Leinwand, 180 × 300 cm
- Paula Modersohn-Becker Museum, Bremen: Paula Modersohn-Becker, 2017, Öl auf Leinwand, 210 × 150 cm
- Pinakothek der Moderne München: Xylon (f. Walter Zimmermann), 2022, Acryl auf Leinwand, 240 × 191 cm, Inventarnr. GV 424
- Rubell Family Collection, Miami: Friedens-Siemens XV, 2004, Öl auf Leinwand, 270 × 220 cm. Köchin vom Hasengulasche?, 2004, Acryl auf Leinwand, 250 × 200 cm. Ludwig Troost, 2005, Öl auf Leinwand, 250 × 200 cm. Aufenthaltsort von Dietrich Bonhoeffer, 2005, Öl auf Leinwand, 250 × 200 cm. Ohne Titel, 2006, Öl auf Leinwand, 200 × 250 cm. Mirinda Disziplinar, 2006, Öl auf Leinwand, 250 × 200 cm. Todesversion von Walt, 2006, Öl auf Leinwand, 250 × 200 cm. N-Technologie (tote Körper), 2006, Öl auf Leinwand, 280 × 460 cm. N-Supp’ Löffel X (Affen), 2006, Öl auf Leinwand, 260 × 200 cm. N-Leben (2), 2006, Öl auf Leinwand, 220 × 280 cm. Friedens-Siemens XX, 2007, Öl auf Leinwand, 320 × 260 cm. Ragonium L, 2007, Öl auf Leinwand, 260 × 340 cm. Ohne Titel, 2007, Öl auf Leinwand, 70 × 105 cm
- Sammlung des Landes Tirol
- Sammlung Goetz, München
- Sammlung Zeitgenössischer Kunst der Bundesrepublik Deutschland, Bonn: Vater mit Mohn, Öl auf Leinwand, 215 × 310 cm
- Seattle University, Seattle
- University of Chicago
- University of Washington, Seattle
- YUZ Museum, Shanghai: Abstraktes Bild Nr. 4710d, 2018, Öl, Acryl, Lack auf Leinwand 256 × 185 cm

## André Butzer Archive
Seit 2020 leitet der Kunsthistoriker Christian Malycha das André Butzer Archive in Altadena / CA und Rangsdorf.